# Курськгумотехніка
ЗАТ «Курськгумотехніка» (рос. Курскрезинотехника) — промислове підприємство в Росії в місті Курську.
Спеціалізація: виробництво і реалізація гумотехнічних виробів: стрічка конвеєрна гумотканинна і гумотросова; рукави з нитковим і металічним посиленням; ремені приводні клинові і плоскі; техпластина; формові гумотехнічні вироби різноманітного призначення та ін. Ексклюзивне право продажу гумотехнічних виробів на території України представлене ТОВ «Альянс-ойл».
Адреса: 305018, Росія, Курськ, пр. Ленінського комсомолу, 2. 